# Derectaotus longipalpis
Derectaotus longipalpis är en insektsart som beskrevs av Lucien Chopard 1960. Derectaotus longipalpis ingår i släktet Derectaotus och familjen Mogoplistidae. Inga underarter finns listade i Catalogue of Life.